# Calocheiridius olivieri
Calocheiridius olivieri es una especie de arácnido del orden Pseudoscorpionida de la familia Olpiidae.

## Distribución geográfica
Se encuentra en Cerdeña y Francia.